# Microcharon othrys
Microcharon othrys là một loài chân đều trong họ Microparasellidae. Loài này được Argano & Pesce miêu tả khoa học năm 1979.